# Connected Limited Device Configuration
CLDC è un framework per Java ME che descrive le librerie base per dispositivi con risorse molto limitate, come telefonini.

## Requisiti minimi
I dispositivi in grado di far girare applicazioni CLDC devono soddisfare i seguenti requisiti minimi:
- 16-bit o 32-bit CPU con almeno 16 MHz
- Almeno 160kb di ROM
- Almeno 192KB di RAM disponibili a Java
- Basso consumo
- Connessione ad una rete

## Profili
Un profilo è una serie di API che supportano dispositivi con diverse capacità. Ci sono specifici profili per ciascun dispositivo, ma nel mondo mobile il più utilizzato è MIDP

### Mobile Information Device Profile
Il MIDP è un profilo progettato per i telefoni cellulari. Ci sono due versioni di MIDP, la 1.0 e la 2.0. Le applicazioni scritte in MIDP si chiamano MIDlets. È la piattaforma più popolare per il download di applicazioni sui cellulari.

### Information Module Profile
Il profilo IMP è molto basilare ed è usato per casse, schede di rete, router, telefoni ed altri dispositivi senza display o con un display molto semplice. Contiene API per la memorizzazione e la rete. I pionieri di questo profilo sono Nokia e Siemens.

### DoJa Profile
Profilo apposito per il NTT DoCoMo.

### Digital Set Top Box Profile
è il profilo per i Set Top Box. Include oltre 1550 API ed è usato prevalentemente sui decoder interattivi